# Notturno (D'Annunzio)
Il Notturno è un'opera in prosa lirica di Gabriele D'Annunzio, costituita da una raccolta di meditazioni e ricordi.

## Genesi
L'opera fu realizzata a Venezia nel 1916 mentre il poeta e prosatore era fermo, immobile, supino e temporaneamente cieco per via di un grave incidente aereo. D'Annunzio la scrisse senza vedere, utilizzando circa diecimila strisce di carta o cartigli, su ciascuna delle quali era vergata una sola riga di testo e sulle quali si scriveva mediante un lapis scorrevole. Il materiale così redatto fu poi messo in ordine dalla figlia Renata, la quale lo assisteva al capezzale.
L'opera è strutturata in tre Offerte e una Annotazione finale.

## Pubblicazione

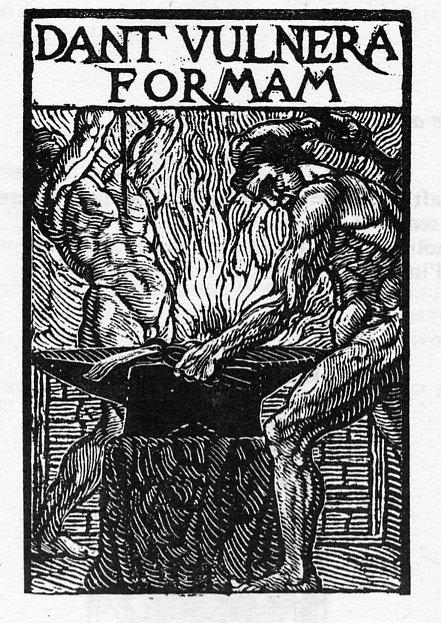
Illustrazione di Adolfo de Carolis presente nell'edizione del 1921.

La prima edizione del libro, considerato un vero capolavoro, seppure particolarmente differente dallo standard del poeta, in genere ottimista e pieno di desiderio di autoaffermazione, fu pubblicata per la prima volta da Treves nel 1916, quando, tuttavia, ancora non aveva ricevuto l'ultima mano dall'autore. L'edizione definitiva, sotto il diretto controllo di D'Annunzio, apparve, invece, nel 1921.

## Analisi
La particolarità del Notturno all'interno della produzione dannunziana sta soprattutto nella sua carica riflessiva e meditativa, che supera, perlomeno per un breve tempo, la tensione superomistica del poeta, tutto intriso dall'esperienza del dolore (la perdita degli amici piloti Giuseppe Garrassini Garbarino e Giuseppe Miraglia, ma anche quella della madre). Secondo la critica, dunque, Notturno assume una particolare importanza in quanto sembra essere occasione di un triste bilancio da parte del poeta sulla sua stessa vita.
Mi pareva ancor mio, dianzi, se bene difformato. Ora è prigione.
Ha con sé le rose su i suoi piedi rotti.
Non si potrebbe levare, neppure se il Cristo lo chiamasse.
La piastra di piombo lo grava. La saldatura è compiuta, il suggello è perfetto.
Ora è là, non più con la nostra aria, con l'aria che io respiro, ma con la sua aria, con l'aria della tomba, con l'aria dell'eternità, che non consumano i suoi polmoni entro le sue costole infrante.»
(Gabriele D'Annunzio, Notturno, 1921)

## A teatro
Nel 2021, in occasione del centenario della pubblicazione dell'opera, il regista Milo Vallone ne propone una versione teatrale interpretata dallo stesso Vallone e da Paola Gassman, nel ruolo di Renata, la prediletta figlia del vate.